# Беэкман, Владимир Эугенович
Влади́мир Эуге́нович Бе́экман (эст. Vladimir Beekman, 23 августа 1929, Таллин, Эстонская Республика — 3 октября 2009, Таллин, Эстония) — эстонский писатель, поэт, переводчик и общественный деятель. Заслуженный писатель Эстонской ССР (1975).

## Биография
Окончил химический факультет Таллинского политехнического института (1953).
Печататься начал с 1952 года.
Член КПЭ с 1959 года.
Первый секретарь (1971—1976), с 1983 года — председатель правления Союза писателей Эстонской ССР. Член Союза кинематографистов Эстонской ССР.
Депутат Совета Национальностей Верховного Совета СССР 8 (1970—1974) и 11 созыва (1984—1989) от Эстонской ССР.
Похоронен в Таллине на кладбище Рахумяэ.

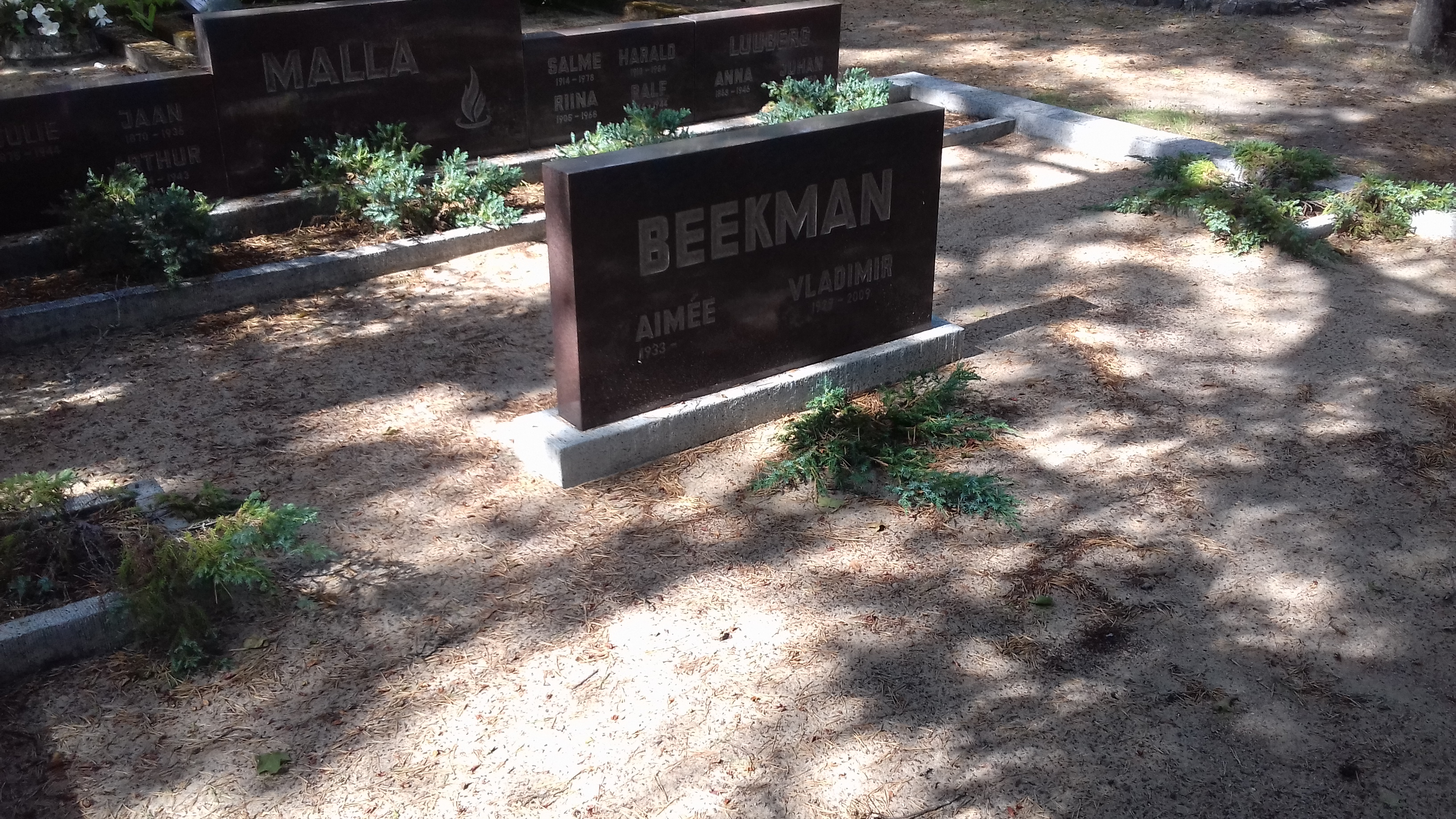
Могила Владимира Беэкмана на кладбище Рахумяэ

## Литературная деятельность
Творчеству Беэкмана присуща лиричность и страстная публицистичность. Кроме написания собственных произведений, он выступал переводчиком украинской литературы на эстонский язык. Писал книги для детей. На русский язык произведения Беэкмана переводили В. Куприянов, Р. Рождественский, Ю. Мориц, А. Ревич и др.
Первым в СССР описал репатриацию балтийских немцев в 1940 году в романе «Коридор» (Таллин, «Ээсти раамат», 1984).
Во многих книгах Беэкмана присутствуют фантастические элементы. Так, в антивоенной аллегорической повести «Ночные летчики» (эст. 1975; рус. 1975) пилот немецкого бомбардировщика много лет спустя после окончания войны продолжает выполнять боевое задание. Известны также его книги «Год осла» (на рус. яз. — 1980) — политический роман-антиутопия, книги детской фантастики «Атомик», «Атомик и Кибернетический медведь», «Роберт — хранитель железа» (на рус. яз. — 1975).
Переводил романы, короткую прозу и стихи с немецкого, шведского, голландского (включая фламандский диалект), датского, русского, чешского и латышского языков. Особую известность заслужили его переводы на эстонский язык произведений Астрид Линдгрен.

## Произведения

### Романы
- 1959 — «Город скорбных камней»
- 1967 — «Транзитный пассажир»
- 1975 — «Ночные лётчики»
- 1978 — «И сто смертей»
- 1979 — «Год осла»
- 1982 — «Коридор»
- 1985 — «Дом бездомных»
- 1986 — «Нарвский водопад»

### Сборники стихотворений
- 1952 — Laul noorusest (Песня о молодости)
- 1955 — Tee ellu (Дорога в жизнь)
- 1958 — Tuul kanarbikus: luuletusi 1956—1957 (Ветер в вереске: стихотворения 1956—1957)
- 1960 — Linnutee (Млечный путь)
- 1965 — Sinine tulp (Синий тюльпан)
- 1969 — Olematu puu: luuletusi 1965—1968  (Антидерево: стихотворения 1965—1968)
- 1971 — Rüsinatund (Час пик)
- 1974 — Pühvliluht (Буйволовый луг)
- 1989 — Lõpp ja algus (Конец и начало)

### Книги для детей
- 1956 — «Беспокойное путешествие»
- 1959 — «Атомик»
- 1961 — «Говорящий попутчик»
- 1961 — «Выше голову, ребята!»
- 1968 — «Атомик и Кибернетический медведь»
- 1972 — «Роберт—Хранитель железа»
- 1974 — «Приключения Атомика»

### Путевые заметки
- 1960 — «Осень в Шведском королевстве»
- 1963 — «Далёкая земля — Бразилия»
- 1963 — «На перекрёстках Европы. Путевые заметки из Австрии и Голландии» (соавтор)
- 1972 — «Пересадки. В Канаде, Финляндии, Армении, Таджикистане и Норвегии 1967—1971 гг.»
- 1975 — «Мексика — страна солнечного камня»
- 1983 — «На затылке земного шара» (Австралия, Новая Зеландия, Фиджи)

### Прочее
- 1961 — «Парни одной деревни» (киносценарий)
- 1974 — «Море дождя и солнца» (сборник произведений)

## Награды и премии
- 1970 — Лауреат Годовой премии по литературе Эстонской ССР
- 1973 — Лауреат Литературной премии Эстонской ССР имени Юхана Смуула
- 1975 — Заслуженный писатель Эстонской ССР[2]
- 1989 — Поэтическая премия имена Юхана Лийва[эст.]
- 2002 — Орден Белой звезды 4-й степени[6]

## Личная жизнь
Был женат на эстонской писательнице Эме Беэкман.